# Myrmecobius fasciatus
Myrmecobius fasciatus (tên tiếng Anh gồm "numbat", "banded anteater", "marsupial anteater", và "walpurti") là một loài động vật có vú trong họ Myrmecobiidae, bộ Dasyuromorphia. Loài này được Waterhouse mô tả năm 1836. Loài này sinh sống ở Tây Úc.
Chế độ ăn uống của loài này bao gồm hầu hết là những con mối. Đã từng hiện diện khắp miền nam Úc, phạm vi của loài này hiện đang bị hạn chế một số quần thể nhỏ, và loài này được liệt kê là một loài nguy cơ tuyệt chủng. Loài thú này là một biểu tượng của Tây Úc và được bảo vệ bởi các chương trình bảo tồn.

## Hình ảnh

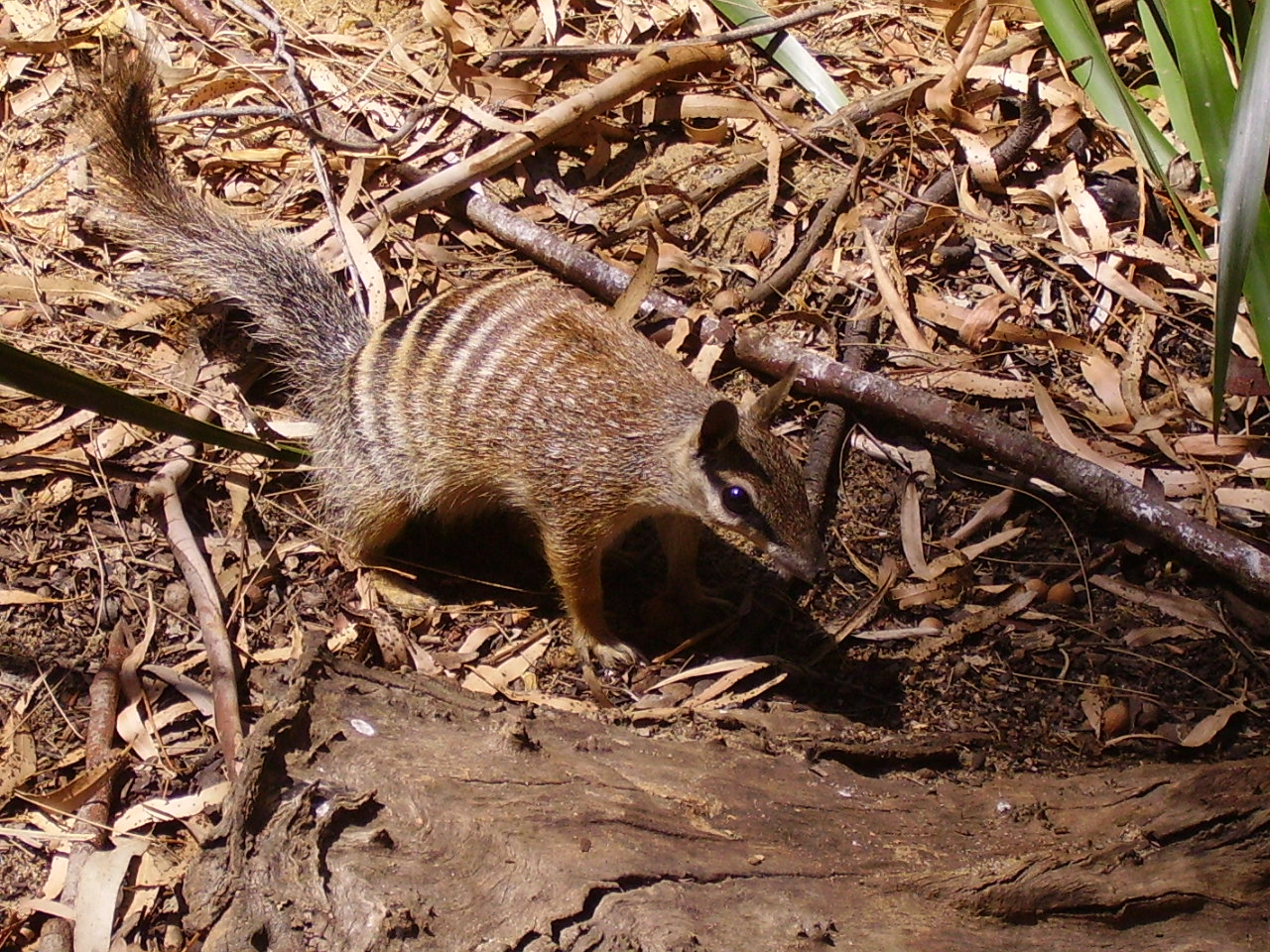
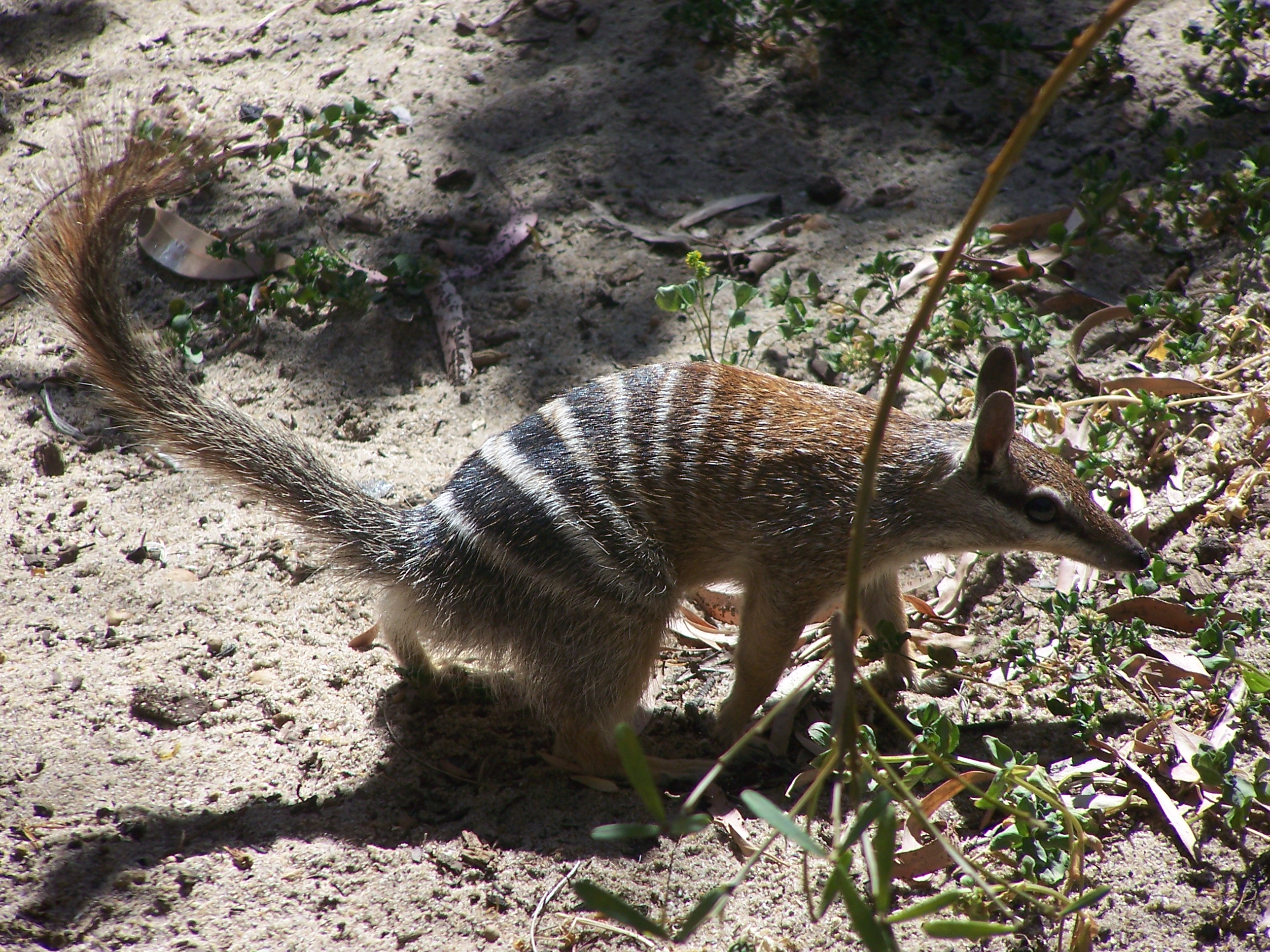
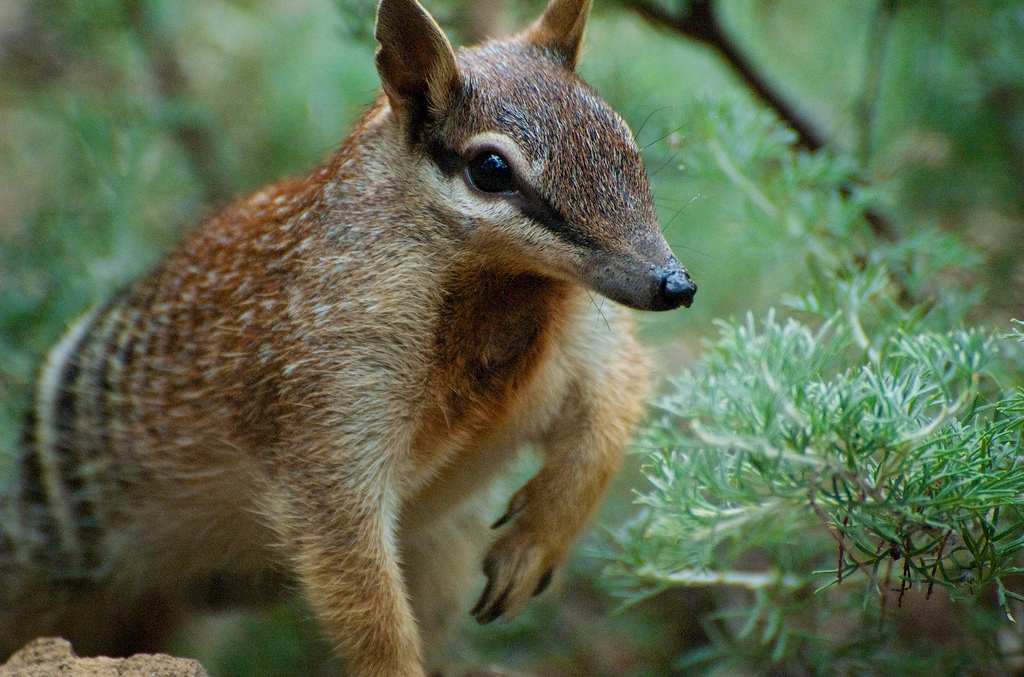
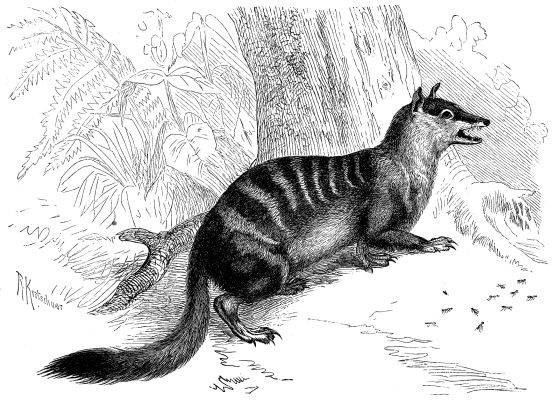
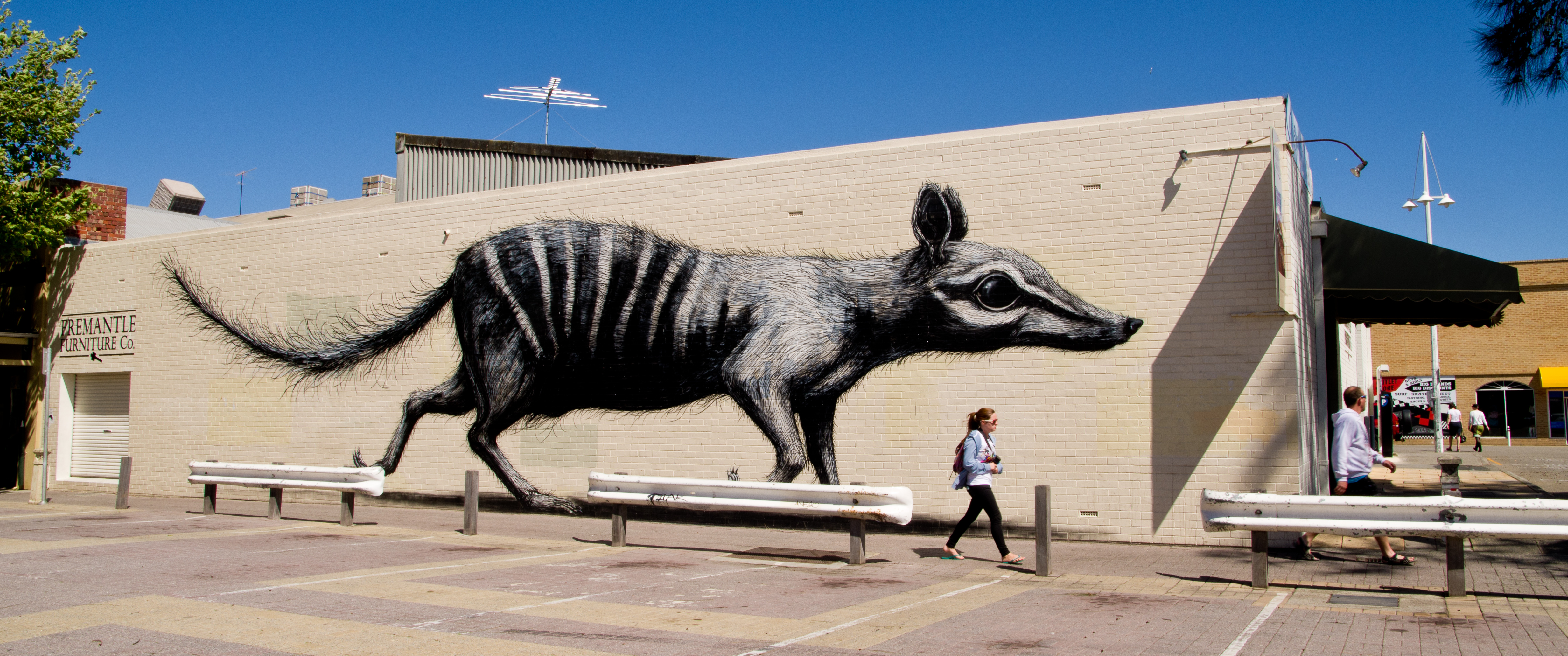
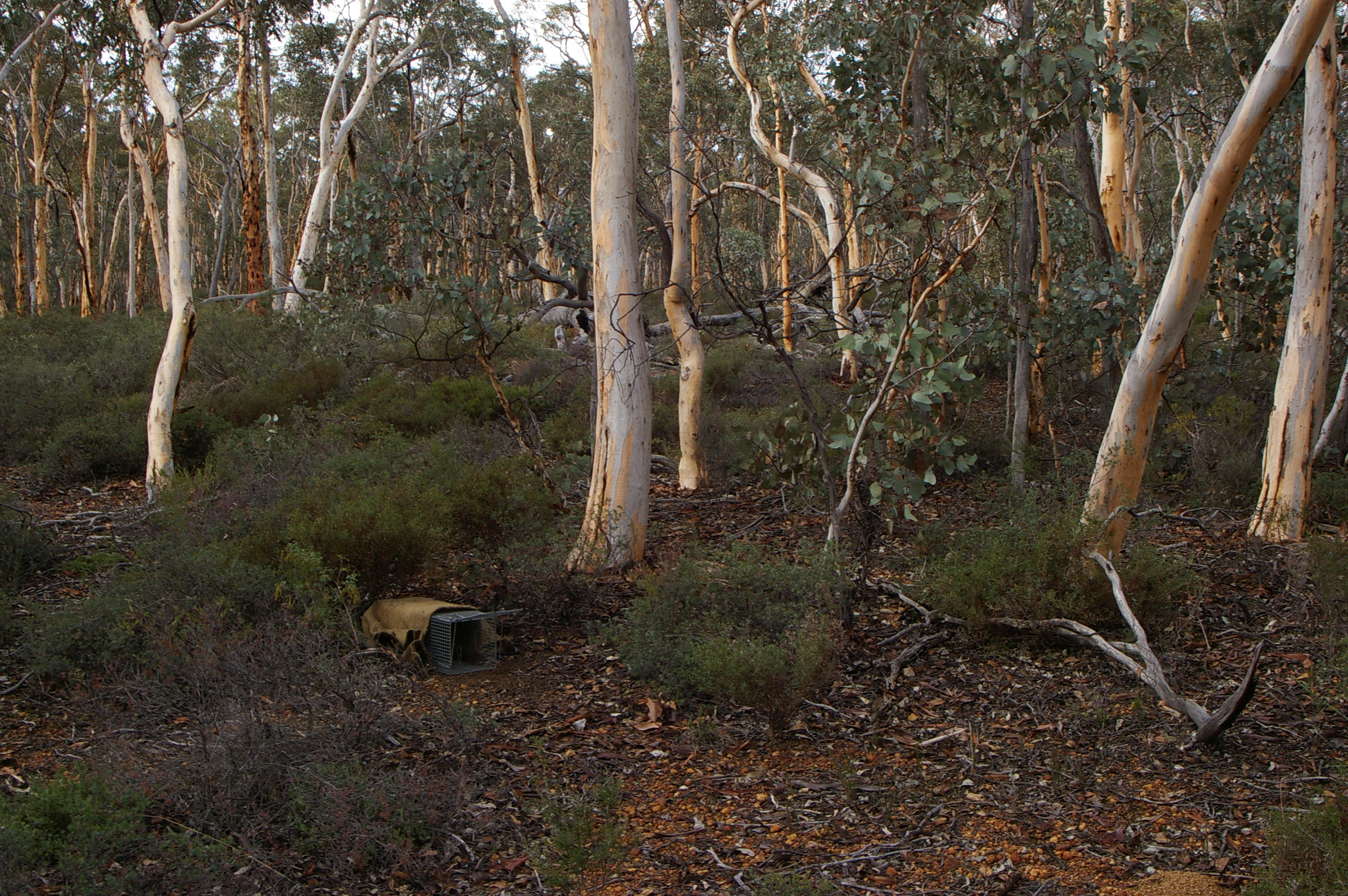
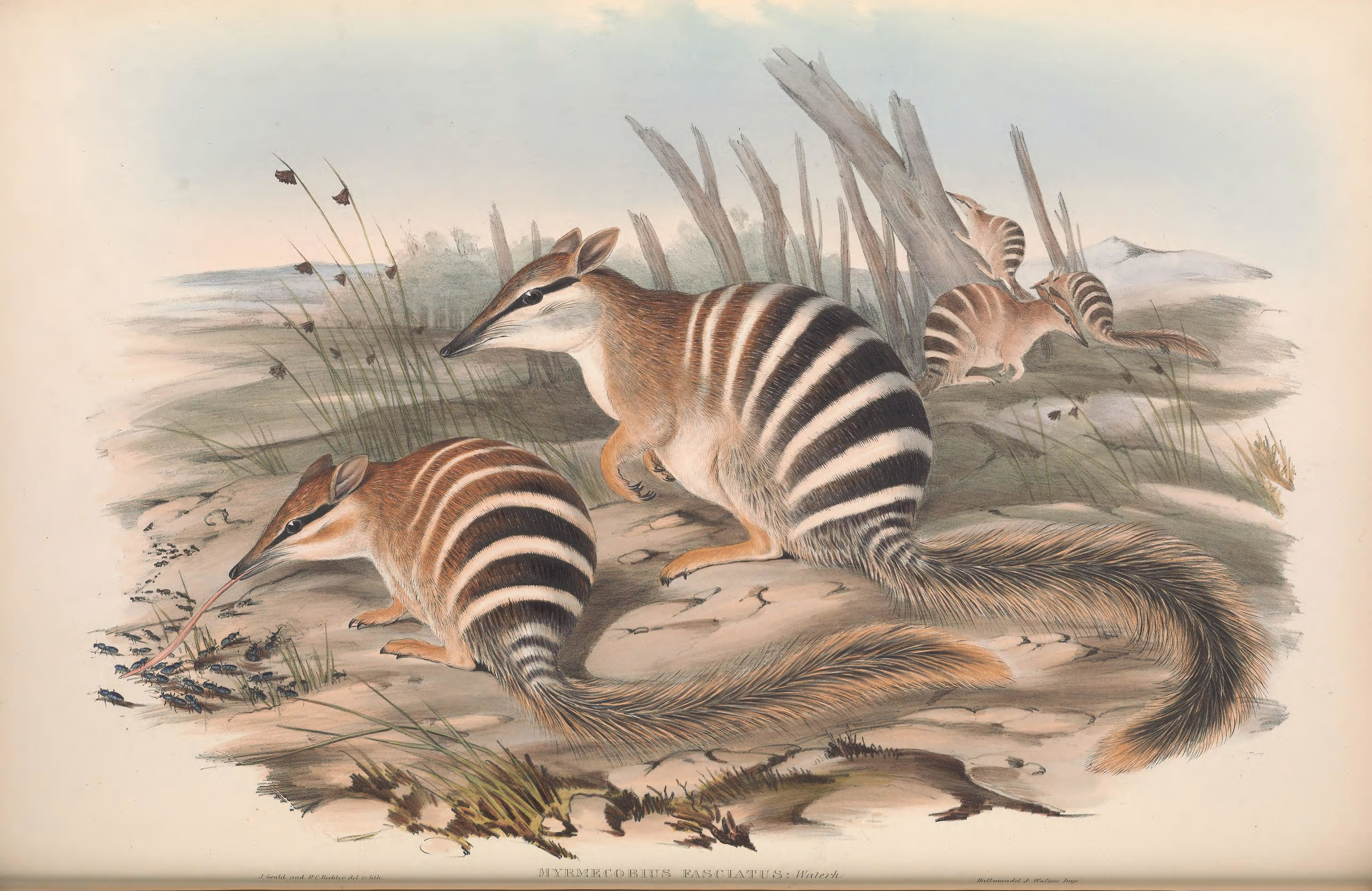

## Phân loài
- M. f. fasciatus
- M. f. rufus (tuyệt chủng)